# ヴェニスの子供自動車競走
『ヴェニスの子供自動車競走』(Kid Auto Races at Venice) は、1914年公開の短編サイレント映画で、チャールズ・チャップリンの映画出演2作目にあたる。キーストン社による製作で、監督はヘンリー・レアマン。
チャップリンの「放浪者＝トランプ」の扮装、いわゆる「チャーリー」は本作で初めて登場したと長らく信じられてきた。これには後に異論が呈されたが、いずれにせよ本作は当時の観客にとっては「チャーリー」が初めて登場した劇場公開作品であり、「チャーリー」は映画史上最も有名なものの一つになってゆく。
なお、本作が日本で公開されたのかは不明であり、邦題はチャップリンの伝記を著した映画史家のデイヴィッド・ロビンソン著『チャップリン 下』（宮本高晴・高田恵子訳、文藝春秋）巻末のフィルモグラフィーに準じている。また、ロビンソンやブレント・ウォーカーらによる最新の研究の結果、正式タイトルは『子供自動車競走』(Kid Auto Races) だと判明した。
本作は、2020年にアメリカ議会図書館によりアメリカ国立フィルム登録簿に、「文化的、芸術的、歴史的に重要である」として登録され、永久に保存される映画となった。

## 概要
チャップリンの役は、カリフォルニア州ヴェニスで開催された子供自動車レースの見物人である。チャップリンは、レースを撮影するカメラの前にひたすらしゃしゃり出て、自分がカメラに映ろうとしたり、レースの邪魔になったりと周囲をいらいらさせる役回りを演じている。ストーリーのモデルとしてチャップリンが後年に語ったところによれば、フレッド・カーノー劇団の一員としてアメリカを巡業中、ニュージャージー州で見かけたカーニバルのパレードで、「こうるさい役人が撮影中のキャメラにしきりに身をのりだしてきた」光景がヒントになったとしている。ロビンソンは、ほぼ同じ時期に製作された『メーベルの窮境』と比べると比較的簡便な作品とする。
なお、本作は実際のレース会場で撮影され、チャップリンは他の共演者と共に、本物の観客たちの前で演技をしている。レースそのもののモデルは、近接するサンタモニカでヴァンダービルト杯が開催されたことを記念したヴァンダービルト杯のジュニア版レースである。この「ジュニア版」ヴァンダービルト杯の開催では、「ソープ・ボックス・ダービー」と呼ばれるエンジンなしの車のために加速用のランプが設けられたが、この作品でも加速用ランプと思しき建造物が写っている。「ジュニア版」ヴァンダービルト杯は1914年に開催したきり開催の実績はないが、およそ100年経った2012年になって、当時のトロフィーが発見されてオークションにかけられた。

## 「チャーリー」誕生?
冒頭に記したように、この作品は「チャーリー」が初めて登場した作品とみなされてきたが、当のチャップリン本人は「『メーベルの窮境』のほうが先」と回想しており、ロビンソンが回想を尊重して「チャーリー」のデビュー作を『メーベルの窮境』と断じた時期もあった。ロビンソンはさらにダメ押しとして「こういう細かい記憶ではまず間違えないのがチャップリン」とも述べていたが、スウェーデンの映画学者ボー・ベルイルントが関係者の証言や当時の天気予報などから、『ヴェニスの子供自動車競走』が先であると断定した。
しかし、チャップリン研究家の大野裕之はその後、『メーベルの窮境』のみにおいて「チャーリー」の扮装に若干の違いが確認されること、『メーベルの窮境』を撮影していたハンス・コーエンカンプの回想、そしてキーストン社の関係資料によると『メーベルの窮境』の撮影開始日が1914年1月6日とされていることから、『メーベルの窮境』こそがチャップリンが初めて「チャーリー」の扮装をした作品であり、「やはり、チャップリンの回想は正しかった」と結論付けている。
大野は2005年の時点ではベルイルントの説を採用しており、同年の著書『チャップリン再入門』（日本放送出版協会）では、初登場の時点で「チャーリー＝弱者＝大衆」と、それに敵対する権力（この作品においてはカメラマン）という構図が完成されていると指摘していた。いずれにせよ、初登場以降、1940年の『独裁者』までの間、「チャーリー」は観客に愛される存在となった。もっとも、初登場からおよそ4年間の「チャーリー」は弱者をいじめたり性的にいやらしい役柄の人物であることが多く、一般的な「チャーリー」像（＝優しくイノセントな放浪者）が確立されるのは、1918年の『犬の生活』まで待たなければならない。

## キャスト
- チャールズ・チャップリン - レースの観客
- ヘンリー・レアマン - 映画監督
- フランク・D・ウィリアムズ - カメラマン
- ビリー・ジェイコブズ - 少年
- ゴードン・グリフィス（英語版）[12][13]
- シャーロット・フィッツパトリック - 少女
- セルマ・ソールター

### 日本語吹替
| 俳優                     | 日本語吹替 |
| ------------------------ | ---------- |
| チャールズ・チャップリン | 高木渉     |
| ヘンリー・レアマン       | 落合弘治   |
| ナレーター               | 羽佐間道夫 |

- 初回放送：2014年10月19日、スター・チャンネル[14]

この作品はサイレント映画だが、チャップリンのデビュー100周年を記念し、日本チャップリン協会監修のもと、スターチャンネルで日本語吹替が製作された。

## その他
- 2005年、詩人の谷川俊太郎によって、本作を上映しながら、新たに書き起こした詩を生演奏付きで朗誦するライブが行なわれた[16]。